# Critérium international de la route
Pour les articles homonymes, voir Critérium international.
Le Critérium international de la route est une course cycliste française créée en 1932 et supprimée après l'édition 2016. Elle était disputée le dernier week-end du mois de mars. De 2001 à 2009, elle s'est déroulée à Charleville-Mézières, dans les Ardennes. De 2010 à 2016, elle a eu lieu autour de Porto-Vecchio, en Corse.

## Histoire
Le Critérium national est créé en 1932 à l'initiative du journaliste sportif de Paris-Soir Gaston Blénac. Il s'agit alors d'une course en ligne, disputée dans la vallée de Chevreuse et s'achevant au vélodrome du Parc des Princes. Elle est réservée aux coureurs français. De 1941 à 1943, deux courses ont lieu chaque année : l'une en zone occupée et l'autre en zone libre.
À partir de 1959, le Critérium national quitte la vallée de Chevreuse. Sa localisation change tous les ans. L'édition 1960 a lieu à Oran, alors en Algérie française. De 1963 à 1966, le Critérium national est disputé sous forme de course par étapes. Cette formule est adoptée de nouveau à partir de 1978. Cette année-là, la compétition s'ouvre aux coureurs étrangers membres d'équipes françaises. Le Néerlandais Joop Zoetemelk, alors membre de l'équipe Gan-Mercier, est le premier vainqueur étranger en 1979.
À partir de 1981, l'épreuve accueille les coureurs étrangers, y compris membres d'équipes étrangères, et devient le Critérium international.
En 1997, un cheval s'enfuit de son enclos en sautant par-dessus la clôture et rejoint le peloton, courant à travers le peloton des coureurs. Il laisse le peloton à seulement 20 km de la ligne d'arrivée, sans causer d'incidents. Cette scène est brièvement montrée dans le film Le Fabuleux Destin d'Amélie Poulain et elle est souvent confondue à tort avec une étape du Tour de France.
De 2001 à 2009, le Critérium international se déroule autour de Charleville-Mézières, dans les Ardennes.
En 2010, l'épreuve est organisée en Corse dans la région de Porto-Vecchio. La première étape mène les coureurs au col de l'Ospedale. La deuxième a lieu sur une boucle autour de Porto-Vecchio, puis la troisième est un contre-la-montre dans la ville côtière. En novembre 2010, ASO annonce que l'épreuve se déroulera en Corse jusqu'en 2013.
Depuis 2005, il fait partie de l'UCI Europe Tour, en catégorie 2.HC - la plus haute catégorie des courses par étapes du calendrier continental. De 2004 à 2009, le classement général est remporté chaque année par un des coureurs de l'équipe ProTour dirigée par Bjarne Riis (CSC, puis Saxo Bank). Parmi eux, l'Allemand Jens Voigt, déjà vainqueur en 1999, s'est imposé à quatre reprises durant cette période (2004 et 2007 à 2009). Il est avec Émile Idée et Raymond Poulidor, l'un des trois coureurs ayant gagné cinq fois le Critérium international.
Le 18 novembre 2016, ASO annonce la fin de ce criterium en raison de la baisse du nombre de coureurs présents.

## Déroulement
Le Critérium international associe une première étape en ligne (qui a lieu le samedi et donne lieu à des bonifications) à une course de côtes (qui ne donne pas de bonifications) qui a lieu le lendemain matin. Il se termine le dimanche après-midi par un contre-la-montre individuel. En 2010, l'étape en ligne est de la moyenne montagne et la 1re demi-étape du dimanche est une étape de plaine.
Cette épreuve délivre des maillots distinctifs, à l'instar du Tour de France :
- le jaune pour le vainqueur du classement général ;
- le vert pour le vainqueur du classement par points ;
- le blanc à pois rouges pour le meilleur grimpeur ;
- le blanc pour le meilleur jeune.

## Palmarès
| Année                          | Vainqueur                           | Deuxième                            | Troisième            |
| ------------------------------ | ----------------------------------- | ----------------------------------- | -------------------- |
| Critérium national de la route |                                     |                                     |                      |
| 1932                           | Léon Le Calvez                      | Pierre Magne                        | Maurice Archambaud   |
| 1933                           | André Leducq                        | Georges Speicher                    | Jean Bidot           |
| 1934                           | Roger Lapébie                       | Jules Merviel                       | René Le Grevès       |
| 1935                           | René Le Grevès                      | René Vietto                         | Antonin Magne        |
| 1936                           | Paul Chocque                        | Fernand Mithouard                   | Arthur Debruyckere   |
| 1937                           | Roger Lapébie et René Le Grevès     | Roger Lapébie et René Le Grevès     | Pierre Cloarec       |
| 1938                           | Pierre Jaminet                      | Pierre Cloarec                      | Sauveur Ducazeaux    |
| 1939                           | André Deforge                       | Marcel Laurent                      | Pierre Jaminet       |
| 1940                           | Émile Idée                          | André Desmoulins                    | André Deforge        |
| 1941                           | Yvan Marie                          | André Desmoulins                    | Albert Goutal        |
| 1941                           | Benoît Faure                        | Pierre Cogan                        | Aldo Bertocco        |
| 1942                           | Émile Idée                          | Raymond Louviot                     | Raymond Guégan       |
| 1942                           | Aldo Bertocco                       | Joseph Soffietti                    | Marcel Laurent       |
| 1943                           | Émile Idée                          | Georges Blum                        | Raymond Guégan       |
| 1943                           | Louis Gauthier                      | Emile Rol                           | André Deforge        |
| 1944                           | Roger Piel                          | Louis Thiétard                      | Aimable Denhez       |
| 1945                           | Jo Goutorbe                         | Manuel Huguet                       | Émile Idée           |
| 1946                           | Kléber Piot et Camille Danguillaume | Kléber Piot et Camille Danguillaume | Lucien Boda          |
| 1947                           | Émile Idée                          | Émile Carrara                       | Urbain Caffi         |
| 1948                           | Camille Danguillaume                | Émile Idée                          | Victor Pernac        |
| 1949                           | Émile Idée                          | Raymond Lucas                       | Antonin Rolland      |
| 1950                           | Pierre Barbotin                     | Guy Lapebie                         | Louis Déprez         |
| 1951                           | Louison Bobet                       | Pierre Barbotin                     | Robert Desbats       |
| 1952                           | Louison Bobet                       | Robert Varnajo                      | Bernard Gauthier     |
| 1953                           | Robert Desbats                      | Jacques Dupont                      | Gilbert Loof         |
| 1954                           | Roger Hassenforder                  | Raoul Rémy                          | Bernard Gauthier     |
| 1955                           | René Privat                         | Pierre Molineris                    | Bernard Gauthier     |
| 1956                           | Roger Hassenforder                  | Louis Caput                         | Jean Forestier       |
| 1957                           | Jean Forestier                      | Louison Bobet                       | Serge Blusson        |
| 1958                           | Roger Hassenforder                  | Raphaël Géminiani                   | Claude Colette       |
| 1959                           | André Darrigade                     | Fernand Picot                       | Jean Graczyk         |
| 1960                           | Jean Graczyk                        | Claude Colette                      | Jacques Anquetil     |
| 1961                           | Jacques Anquetil                    | André Darrigade                     | Jean Gainche         |
| 1962                           | Joseph Groussard                    | Jean-Claude Annaert                 | Anatole Novak        |
| 1963                           | Jacques Anquetil                    | Raymond Poulidor                    | Joseph Velly         |
| 1964                           | Raymond Poulidor                    | Édouard Delberghe                   | Joseph Novales       |
| 1965                           | Jacques Anquetil                    | Raymond Poulidor                    | Jean-Claude Annaert  |
| 1966                           | Raymond Poulidor                    | Roger Pingeon                       | Jean-Claude Lebaube  |
| 1967                           | Jacques Anquetil                    | Raymond Poulidor                    | Raymond Delisle      |
| 1968                           | Raymond Poulidor                    | Jean Jourden                        | Roger Pingeon        |
| 1969                           | Gilbert Bellone                     | Raymond Delisle                     | Georges Chappe       |
| 1970                           | Georges Chappe                      | Lucien Aimar                        | Roland Berland       |
| 1971                           | Raymond Poulidor                    | Gilbert Bellone                     | Daniel Ducreux       |
| 1972                           | Raymond Poulidor                    | Alain Santy                         | Jean-Luc Molinéris   |
| 1973                           | Jean-Pierre Danguillaume            | Alain Santy                         | André Mollet         |
| 1974                           | Bernard Thévenet                    | Christian Raymond                   | Raymond Delisle      |
| 1975                           | Jacques Esclassan                   | André Corbeau                       | Jean Chassang        |
| 1976                           | Patrick Béon                        | Yves Hézard                         | Raymond Martin       |
| 1977                           | Jean Chassang                       | Raymond Delisle                     | Roland Berland       |
| 1978                           | Bernard Hinault                     | Michel Laurent                      | Yves Hézard          |
| 1979                           | Joop Zoetemelk                      | Bernard Hinault                     | Sven-Ake Nilsson     |
| 1980                           | Michel Laurent                      | Jean-René Bernaudeau                | Régis Ovion          |
| Critérium international        |                                     |                                     |                      |
| 1981                           | Bernard Hinault                     | Jacques Bossis                      | Régis Clère          |
| 1982                           | Laurent Fignon                      | André Chappuis                      | Marcel Tinazzi       |
| 1983                           | Sean Kelly                          | Jean-Marie Grezet                   | Joop Zoetemelk       |
| 1984                           | Sean Kelly                          | Pascal Simon                        | Stephen Roche        |
| 1985                           | Stephen Roche                       | Charly Bérard                       | Sean Kelly           |
| 1986                           | Urs Zimmermann                      | Sean Kelly                          | Greg LeMond          |
| 1987                           | Sean Kelly                          | Stephen Roche                       | Pascal Simon         |
| 1988                           | Erik Breukink                       | Laurent Fignon                      | Robert Millar        |
| 1989                           | Miguel Indurain                     | Charly Mottet                       | Stephen Roche        |
| 1990                           | Laurent Fignon                      | Gilles Delion                       | Jean-Claude Leclercq |
| 1991                           | Stephen Roche                       | Gérard Rué                          | Charly Mottet        |
| 1992                           | Jean-François Bernard               | Gert-Jan Theunisse                  | Giorgio Furlan       |
| 1993                           | Erik Breukink                       | Tony Rominger                       | Alex Zülle           |
| 1994                           | Giorgio Furlan                      | Tony Rominger                       | Evgueni Berzin       |
| 1995                           | Laurent Jalabert                    | Vladislav Bobrik                    | Evgueni Berzin       |
| 1996                           | Chris Boardman                      | Michele Coppolillo                  | Mauro Gianetti       |
| 1997                           | Marcelino García                    | Laurent Jalabert                    | Pascal Lino          |
| 1998                           | Bobby Julich                        | Davide Rebellin                     | Bo Hamburger         |
| 1999                           | Jens Voigt                          | David Millar                        | Andrei Teteriouk     |
| 2000                           | Abraham Olano                       | Juan-Carlos Dominguez               | Alexandre Vinokourov |
| 2001                           | Rik Verbrugghe                      | José Alberto Martínez               | Jens Voigt           |
| 2002                           | José Alberto Martínez               | Non attribué                        | David Moncoutié      |
| 2003                           | Laurent Brochard                    | Jens Voigt                          | David Moncoutié      |
| 2004                           | Jens Voigt                          | José Iván Gutiérrez                 | Non attribué         |
| 2005                           | Bobby Julich                        | Thomas Dekker                       | Jörg Jaksche         |
| 2006                           | Ivan Basso                          | Erik Dekker                         | Andriy Grivko        |
| 2007                           | Jens Voigt                          | Thomas Lövkvist                     | Alejandro Valverde   |
| 2008                           | Jens Voigt                          | Gustav Larsson                      | Luis León Sánchez    |
| 2009                           | Jens Voigt                          | František Raboň                     | Danny Pate           |
| 2010                           | Pierrick Fédrigo                    | Michael Rogers                      | Tiago Machado        |
| 2011                           | Fränk Schleck                       | Vasil Kiryienka                     | Rein Taaramäe        |
| 2012                           | Cadel Evans                         | Pierrick Fédrigo                    | Michael Rogers       |
| 2013                           | Christopher Froome                  | Richie Porte                        | Tejay van Garderen   |
| 2014                           | Jean-Christophe Péraud              | Mathias Frank                       | Tiago Machado        |
| 2015                           | Jean-Christophe Péraud              | Thibaut Pinot                       | Fabio Felline        |
| 2016                           | Thibaut Pinot                       | Pierre Latour                       | Sam Oomen            |